# Erasmus Reinhold
Erasmus Reinhold (* 22. Oktober 1511 in Saalfeld/Saale; † 19. Februar 1553 ebenda) war ein deutscher Astrologe, Astronom und Mathematiker. Er ist einer der ersten Verfechter des kopernikanischen Weltbilds und entwickelte dieses weiter. Er kann daher als Bindeglied zwischen Kopernikus und Kepler betrachtet werden.

## Leben

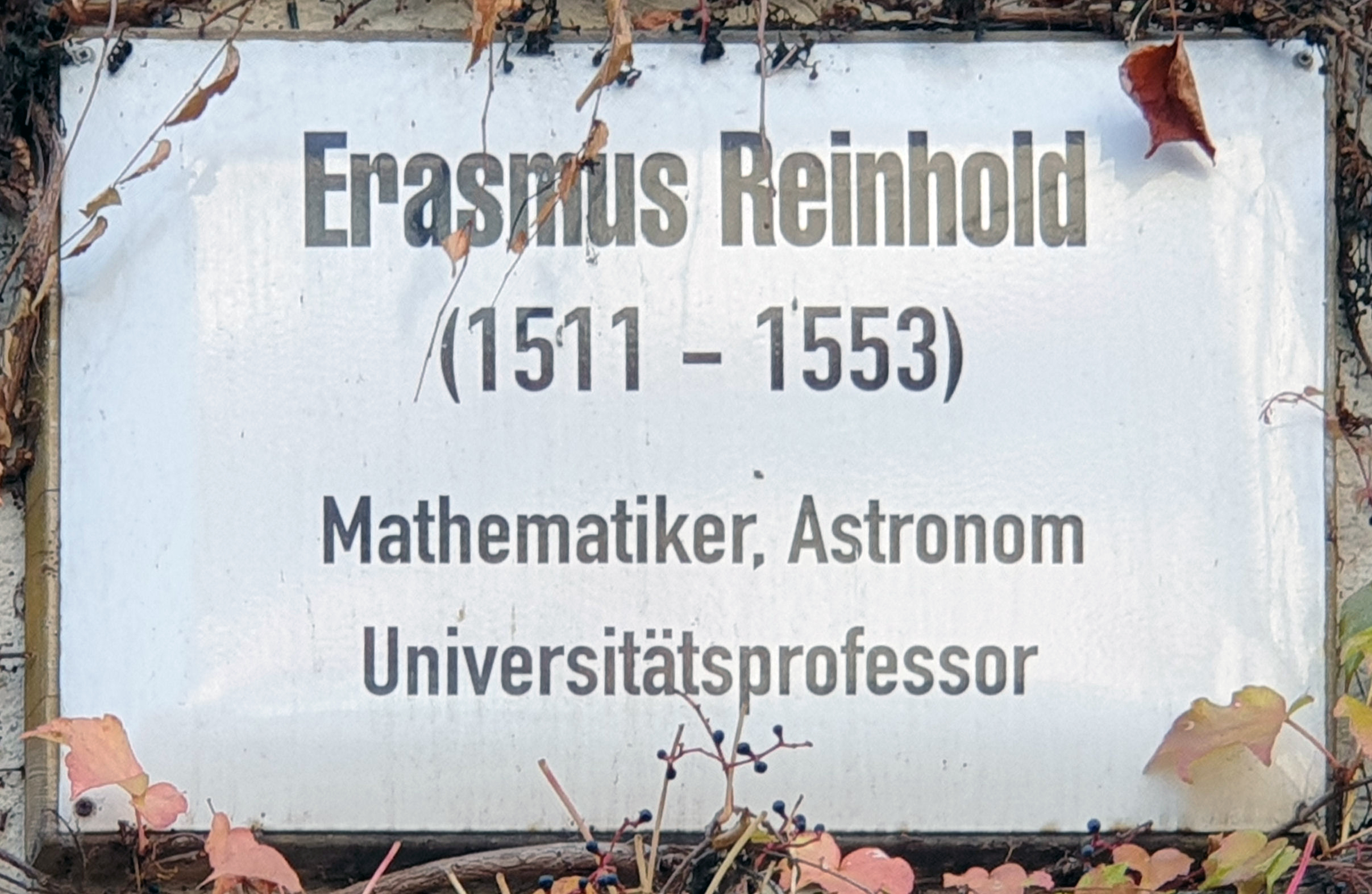
Gedenktafel am Haus, Mittelstraße 43a, in Wittenberg

Reinhold wurde seit dem Wintersemester 1530/31 an der Universität Wittenberg ausgebildet und wurde dort auch Rektor. 1535 wurde er Magister der sieben freien Künste und am 30. April 1536 fand er Aufnahme in den Senat der philosophischen Fakultät. Im Juni 1536 erhielt er dort die Professur für höhere Mathematik von Philipp Melanchthon, ähnlich wie Rheticus, der die Professur für niedere Mathematik übernahm. Reinhold identifizierte und beschrieb eine große Anzahl von Sternen. Er hatte sich auch an den organisatorischen Aufgaben der Hochschule beteiligt. So war er im Wintersemester 1540/41, sowie im Sommersemester 1549 durch Unterstützung Melanchthons Dekan der philosophischen Fakultät und wurde im Wintersemester WS 1549/50 Rektor der Alma Mater.
Er benutzte moderat und pragmatisch die Lehren des Nikolaus Kopernikus. Vom Herzog in Preußen, Albrecht von Brandenburg-Ansbach, wurde er unterstützt, welcher den Druck der Prutenischen Tafeln finanzierte.  Die astronomischen Tafeln halfen, das kopernikanische System im ganzen Deutschen Reich und darüber hinaus bekannt zu machen. In der 2. Auflage von 1571 führte er das Gradzeichen ° ein. Reinhold war für seine genauen Messwerte bekannt. Bezeichnend ist, dass Tycho Brahe so sehr an Reinholds Messungen interessiert war, dass dieser selbst die Reise nach Saalfeld zu Reinhold antrat. Nach seinem Tod 1553 folgte ihm Sebastian Dietrich nach.
1582 wurden die Berechnungen des Kopernikus und die Preußischen Tafeln zur Grundlage für die Gregorianische Kalenderreform genutzt.
Aus seinem Nachlass bewahrt die Universitätsbibliothek Leipzig eine umfangreiche Horoskopsammlung auf.
Der Mondkrater Reinhold ist nach ihm benannt.
In seiner Heimatstadt Saalfeld sind das Erasmus-Reinhold-Gymnasium und eine Straße nach ihm benannt.

## Werke
- Prutenicae tabulae coelestium motuum. Tübingen 1551 (digital.slub-dresden.de), Tübingen 1574, Wittenberg 1585 (digital.slub-dresden.de).
- Primus liber tabularum directioum, accedunt canon foecundus ad singular scrupula quadrantis propagates et nova tabula climatum, parallellorum et urbrarum et appendix canonum secundi libri directionum qui in Regimontani opera desiderantur. Tübingen 1554.
- Theoricae novae planetarum, figures et scholiis auctae. Wittenberg 1542, Paris 1543, Wittenberg 1580.
- Gründlicher wahrer Bericht vom Feldmessen …. Erfurt 1574 (digital.slub-dresden.de).